# آيت سعيد أو داود (آيت ملوان)
آيت سعيد أو داود هو دُوَّار يقع بجماعة آيت سدرات الجبل العليا، إقليم تنغير، جهة درعة تافيلالت في المملكة المغربية. ينتمي الدوّار لمشيخة آيت ملوان التي تضم 5 دواوير. يقدر عدد سكانه بـ 228 نسمة حسب الإحصاء الرسمي للسكان والسكنى لسنة 2004.

## وصلات خارجية
- البوابة الوطنية للجماعات الترابية
- المندوبية السامية للتخطيط